# Röhlinghausen

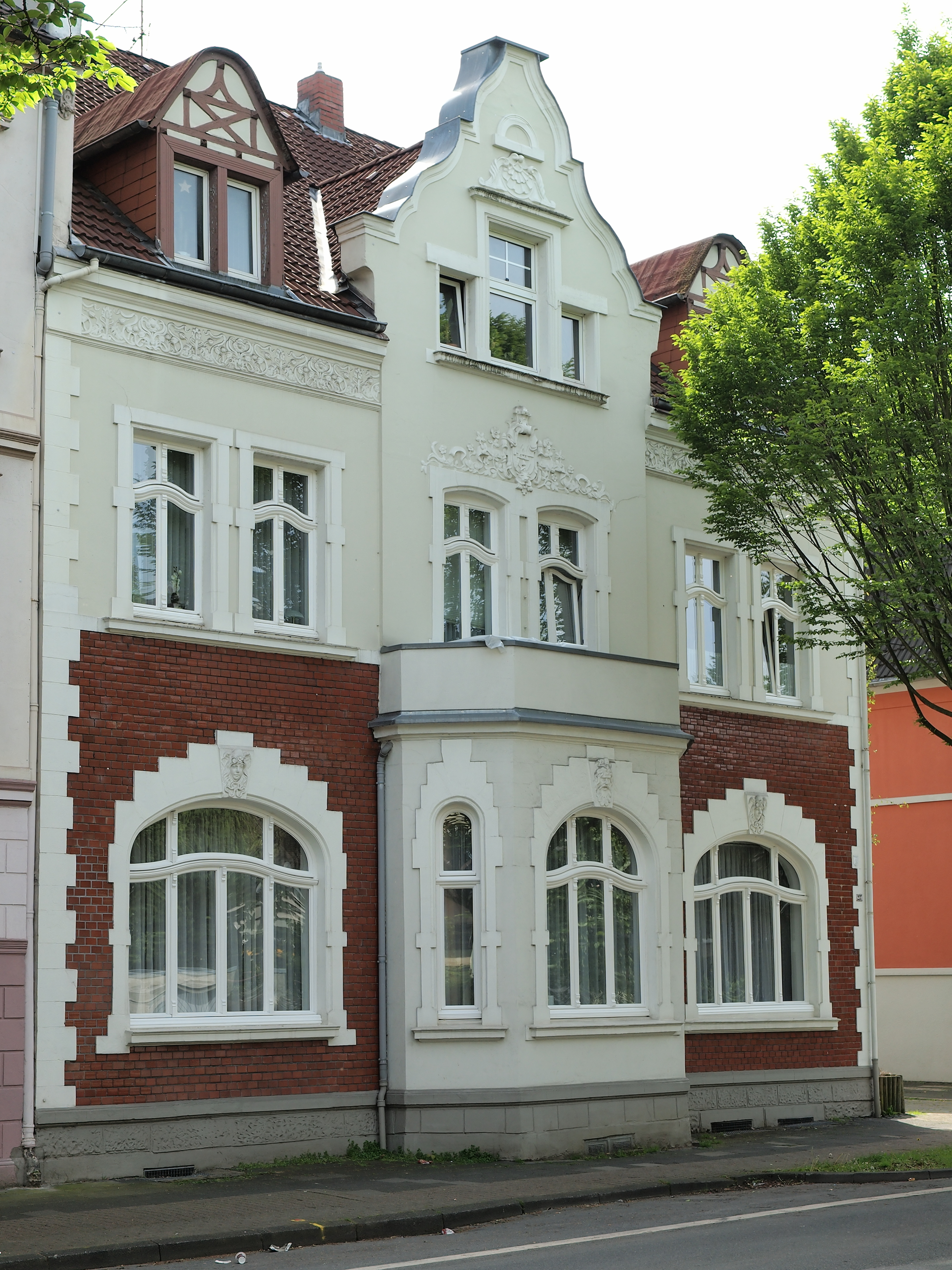
Ein Wohnhaus mit floralem Jugendstilfries (Edmund-Weber-Straße 237) in Herne-Röhlinghausen

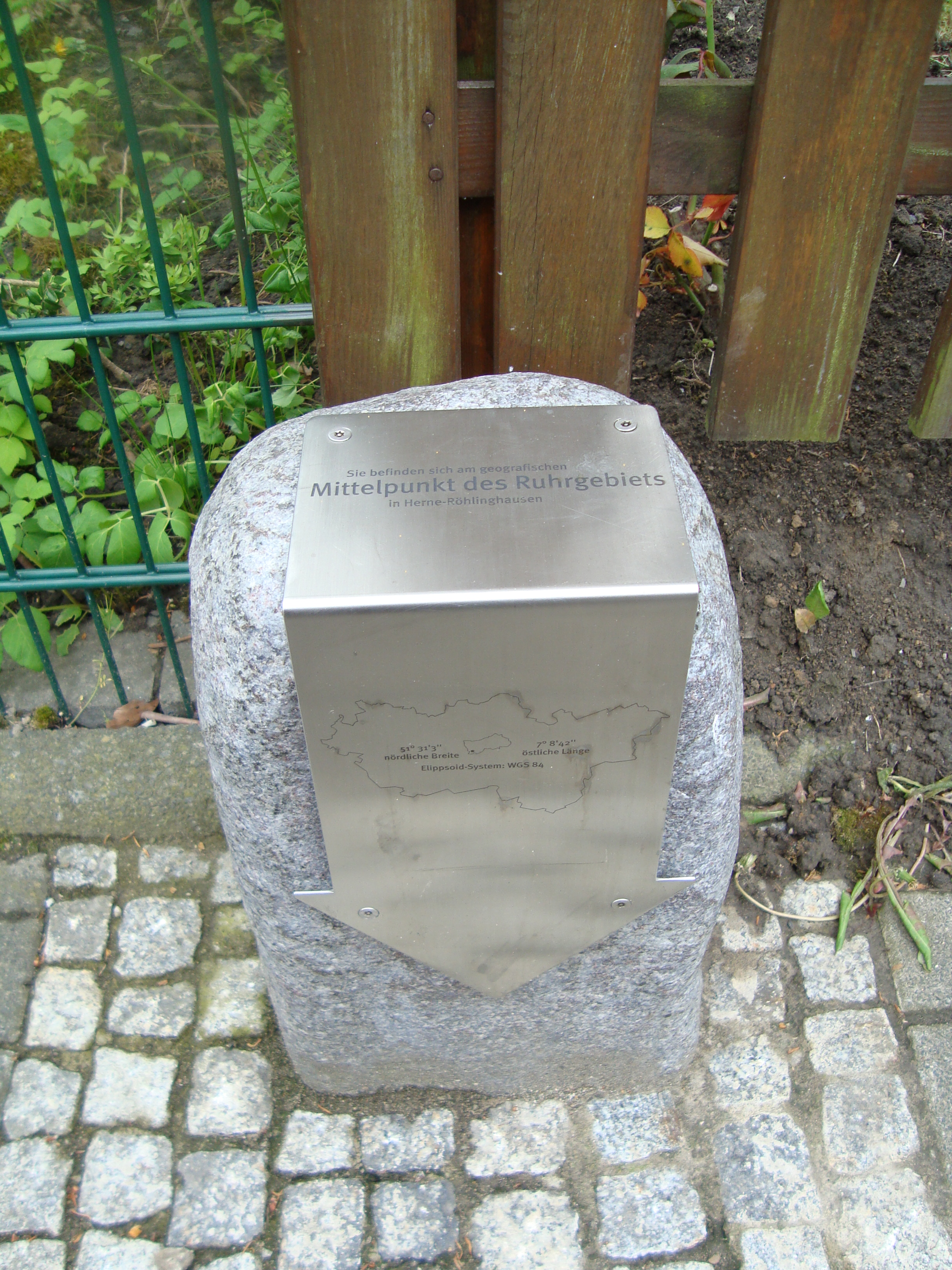
Mittelpunkt der Metropole Ruhr an der Rolandstraße 49 in Röhlinghausen

Röhlinghausen ist ein Stadtteil von Herne im Stadtbezirk Eickel mit 11.136 Einwohnern (Dezember 2019).

## Geografie
Röhlinghausen liegt im mittleren Ruhrgebiet am Nordrand des Naturraums Westenhellweg im Übergang zum Emscherland. Der Stadtteil grenzt südlich an den Bochumer Stadtteil Hordel, westlich an Bulmke-Hüllen, Stadtteil von Gelsenkirchen, nördlich an den Herner Stadtteil Wanne und östlich an den Stadtteil Eickel.
Rechnerisch ist Röhlinghausen Mittelpunkt des Regionalverbandes Ruhr. An der Rolandstraße wurde im Stadtteil daher ein Granitstein mit der Inschrift Sie befinden sich am geografischen Mittelpunkt des Ruhrgebiets in Herne-Röhlinghausen aufgestellt.
Röhlinghausen wird im westlichen Teil vom Hüller Bach durchflossen.

## Geschichte
Die Siedlungs- oder Flurname Röhlinghausen leitet sich von „roden“ ab, es entstand folglich auf gerodetem Boden.
Um 1220 war Röhlinghausen als Rodelinchusen oder Rodilinchusen abgabepflichtig an die Oberhöfe Ekelo, heute Eickel, und Hurle, heute Hordel. Während der Großen Dortmunder Fehde ließ der Adelige Bitter von Raesfeld 1389 in Röhlinghausen Höfe und Kotten plündern.
Das Schatzbuch für die Grafschaft Mark von 1486 nennt in Hordel einen Straitman to Rolinchusen, übertragen: Stratmann zu Röhlinghausen. Der Hof Stratmann war der größte seiner Art in der Bauerschaft Röhlinghausen des 15. Jahrhunderts.
Die Grafschaft Mark wurde nach dem Dortmunder Vertrag ab 1609 von Brandenburg regiert. Der Adelige Conrad von Strünkede erhielt 1690 vom Kurfürsten Friedrich III. von Brandenburg die Civil-Kriminal-Jurisdiktion über die Herrlichkeit Dorneburg, die ihm zum Lehen gegeben war, sowie über Bickern, Eickel, Holsterhausen, die Riemker Mark und Röhlinghausen.
Als die Grafschaft Mark 1808 von Preußen an Frankreich ging, wurde Röhlinghausen eine Gemeinde in der Mairie Herne des Kantons Bochum im Arrondissement Dortmund des Départements Ruhr.
1845 war Röhlinghausen wiederum eine Gemeinde im preußischen Amt Herne, gemeinsam mit den Gemeinden Baukau, Bickern, Bladenhorst, Crange, Eickel, Herne, Hiltrop, Holsterhausen, Horsthausen und Pöppinghausen.
1856 wurden die ersten Schächte der Zeche Königsgrube abgeteuft. Der Bergbau war bestimmend für die weitere Entwicklung Röhlinghausens. Wohnraum für die Fachkräfte des Bergbaus wurde in Form der Arbeitersiedlungen Kolonie Königsgrube, ab 1875, und einer Kolonie der Zeche Hannover, ab 1874, geschaffen. Beide Siedlungen wurden in den 1990er Jahren unter Denkmalschutz gestellt. Mit dem schnellen Bevölkerungswachstum im Zuge der Industrialisierung wurde die Gemeinde Röhlinghausen zum 1. August 1875 mit den Gemeinden Bickern, Crange, Eickel und Holsterhausen zu dem vom Amt Herne gelösten Amt Wanne vereinigt. Das so geschaffene Amt war zunächst Teil des Kreises Bochum, wurde zehn Jahre darauf Teil des neu gebildeten Kreises Gelsenkirchen. Die Gemeinden Eickel und Holsterhausen bildeten zeitweilig das Amt Eickel, Röhlinghausen verblieb im Amt Wanne. Als beide Ämter 1926 zur kreisfreien Stadt Wanne-Eickel vereinigt wurden, war Röhlinghausen südwestlichster Stadtteil des neuen Gebildes. Seit 1975 ist Röhlinghausen Stadtteil der Großstadt Herne.
Zwischen 1886 und 1960 bestand an der Salzstrecke Riemke – Wanne, ab 1926 Bochum-Riemke – Wanne-Eickel ein Haltepunkt namens Röhlinghausen, ab 1950 Wanne-Röhlinghausen.

## Statistik
Zum 31. Dezember 2019 lebten 11.136 Einwohner im Ortsteil Röhlinghausen, davon 2.776 Einwohner im statistischen Bezirk Pluto, 4.703 Einwohner im statistischen Bezirk Röhlinghausen-Kern und 3.657 Einwohner im statistischen Bezirk Königsgrube.
Pluto
Struktur der Bevölkerung im statistischen Bezirk Pluto im Jahr 2019:
- Bevölkerungsanteil der unter 18-Jährigen: 17,6 % (Herner Durchschnitt: 16,0 %)[5]
- Bevölkerungsanteil der mindestens 65-Jährigen: 19,5 % (Herner Durchschnitt: 21,8 %)[5]
- Ausländeranteil: 24,9 % (Herner Durchschnitt: 18,7 %)[5]
- Arbeitslosenquote: 5,9 % (Herner Durchschnitt: 7,9 %)[5]

Röhlinghausen-Kern
Struktur der Bevölkerung im statistischen Bezirk Röhlinghausen-Kern im Jahr 2019:
- Bevölkerungsanteil der unter 18-Jährigen: 14,9 % (Herner Durchschnitt: 16,0 %)[5]
- Bevölkerungsanteil der mindestens 65-Jährigen: 20,0 % (Herner Durchschnitt: 21,8 %)[5]
- Ausländeranteil: 16,1 % (Herner Durchschnitt: 18,7 %)[5]
- Arbeitslosenquote: 8,8 % (Herner Durchschnitt: 7,9 %)[5]

Königsgrube
Struktur der Bevölkerung im statistischen Bezirk Königsgrube im Jahr 2019:
- Bevölkerungsanteil der unter 18-Jährigen: 13,1 % (Herner Durchschnitt: 16,0 %)[5]
- Bevölkerungsanteil der mindestens 65-Jährigen: 26,8 % (Herner Durchschnitt: 21,8 %)[5]
- Ausländeranteil: 11,4 % (Herner Durchschnitt: 18,7 %)[5]
- Arbeitslosenquote: 6,4 % (Herner Durchschnitt: 7,9 %)[5]

## ÖPNV
Die Linien 329, 340, 368, 385, 390, 391 und NE34 (welche von der Bogestra und der Straßenbahn Herne-Castrop-Rauxel GmbH betreiben werden) bedienen diesen Stadtteil.
| Linie | Verlauf | Takt (Mo–Fr) | Betreiber |
| ----- | --- | ------------ | --------- |
| 329   | Unser Fritz – Wanne-Nord – Freizeitbad Wananas – Wanne-Eickel Hbf – Solbad – Röhlinghausen – Eickel Auf der Wenge | 30 min       | HCR       |
| 340   | Gelsenkirchen-Rotthausen Landschede – Musiktheater – Bulmke-Hüllen – Herne-Röhlinghausen – Herne-Wanne Bickernstr. – Wanne-Eickel Hbf – Holsterhausen | 20 min       | Bogestra  |
| 368   | Wanne-Eickel Hbf − Eickeler Bruch – Röhlinghausen – Bochum-Hordel – Hamme – BO Präsident Bf – Bochum Rathaus – Bochum Hbf – Lohring – Altenbochum – Kornharpen – Ruhr-Park/UCI | 30 min       | Bogestra  |
| 385   | Gelsenkirchen Hbf – Gelsenkirchen-Neustadt – Ückendorf – Herne-Röhlinghausen Markt – Eickel Kirche – Bochum-Hofstede, Hannibal Einkaufszentrum – Riemke Markt – (Rensingstraße – Bochum-Riemke, Zillertal) / Keplerweg                                                                                      | 30 min       | Bogestra  |
| 390   | Linden Mitte – Oberdahlhausen Scharpenseelstr. – Höntrop Gerdes Feld – WAT-Höntrop – Höntrop Kirche – Wattenscheid August-Bebel-Platz – Günnigfeld Ulrichstr. – Bochum-Hordel Röhlinghauser Str. – Herne-Röhlinghausen Markt – Eickel Auf der Wenge – Holsterhausen Dorstener Str. – Herne Mitte – Herne Bf | 30 min       | Bogestra  |
| 391   | Herne Bf – Herne Mitte – Holsterhausen – Eickel – Röhlinghausen – Wanne-Eickel Hbf | 30 min       | HCR       |
| NE34  | NachtExpress: Wanne-Eickel Hbf → Crange → Unser-Fritz → Wanne-Eickel Hbf → Bickern → Röhlinghausen → Eickel → Mondpalast → Wanne-Eickel Hbf Fährt in den Nächten Freitag/Samstag, Samstag/Sonntag, vor Feiertagen und nach besonderer Ankündigung                                                           | 60 min       | HCR       |

## Kultur- und Sehenswürdigkeiten

### Öffentliche Einrichtungen
Im Stadtteil hat das Volkshaus Röhlinghausen als öffentliche Begegnungs- und Veranstaltungsstätte eine bis 1923 zurückreichende Geschichte. Das erste Volkshaus der Gemeinde Röhlinghausen wurde aus der Scheune des vormaligen Hofes Stratmann entwickelt. Die Einrichtung umfasste Saal, Bibliothek, Kegelbahn und Gaststätte. Ein Neubau erfolgte 1958, da der Vorgängerbau im Zweiten Weltkrieg stark beschädigt worden war. Heutiger Träger des Hauses mit Veranstaltungssaal und Gaststätte ist der Verein zur Förderung der Stadtteilarbeit Röhlinghausen.

### Parks und Grünflächen
Das Gelände der ehemaligen Zeche Königsgrube im Süden Röhlinghausens wurde durch die Stadt Herne in den 1980er Jahren zum Königsgruber Park umgewandelt. Der Park ist eine Station der Route Industrienatur des Regionalverbands Ruhr. Von der Biologischen Station östliches Ruhrgebiet wurde der Erlebnispfad Glückauf Natur eingerichtet.